# 春日井静奈
春日井 静奈（かすがい せいな、1978年4月10日 - ）は、日本のタレント、女優。青森県青森市出身。スターダストプロモーション所属。夫は俳優の音尾琢真。

## 略歴
青森市立浜田小学校、青森市立南中学校、青森県立青森高等学校卒業。
高校3年生の1996年秋、過去に内田有紀、角田ともみ、本上まなみ、米倉涼子が抜擢されたユニチカ水着キャンペーンモデルに選ばれる。なお、前年の米倉涼子までは既にプロダクションに所属している現役のモデルから起用されてきたが、初めて一般公募（オーディション）により選ばれ起用された。
これをきっかけに卒業後は上京、現在のプロダクションに所属して芸能活動を行っている。実家が青森市で「春日井バレエ・ダンスギャラリー」というバレエ教室を経営しているということもあり、3歳の頃からレッスンを受けている。クラシックバレエ、モダンバレエ、カンフーなどを得意とし、国内のバレエやモダンダンスのコンクールで数多くの入賞歴を持つ。
ViViのモデルや梅宮万紗子、黒坂真美とともにNTTドコモのポケットボードのCMでモバイル3人娘として活躍した。
番組の企画で香港へ短期留学し、映画「凶姐」では猟奇的ヒロインを演じている。テレビドラマ『喰いタンスペシャル』『喰いタン2』では、北岡龍貴と共に流暢な広東語を披露している。
2003年からニナガワカンパニーに参加し、カンパニー公演や蜷川幸雄演出作品に出演した。劇団仲間の松坂早苗と演劇プロデュースユニット「SAKASU ZAKASU」を立ち上げ公演を行なっている。
2008年、演劇ユニットTEAM NACSのメンバーで俳優の音尾琢真と結婚。2017年に第一子を出産。

## 出演

### テレビドラマ
- ギフト（1997年、フジテレビ） - 古橋典子 役
- タブロイド（1998年、フジテレビ）
- 抱きしめたい!世紀末スペシャル（1999年、フジテレビ）
- NHK 連続テレビ小説（NHK）
  - あすか（1999年 - 2000年）
  - 私の青空（2000年）
- ドールハウス（2004年1月15日 - 3月18日、TBS） - 由香里 役
- 喰いタンスペシャル（2006年9月30日、日本テレビ） - ケリー 役
  - 喰いタン2 第10話・第11話（2007年6月16日・23日）
- 白夜行（2006年1月12日 - 3月23日、TBS） - 小竹亮子 役
- セクシーボイスアンドロボ 第3話（2007年4月24日、日本テレビ）
- TBS新春ヒューマンドラマ特別企画『筆談ホステス 〜母と娘、愛と感動の25年。届け!わたしの心〜』（2010年1月10日、TBS）
- インディゴの夜 エピソード8（2010年2月22日 - 3月1日、東海テレビ・フジテレビ） - 古川まどか 役
- 夏の恋は虹色に輝く 第7話・第9話（2010年8月30日・9月13日、フジテレビ） - ノゾミママ・瑤子 役
- ランナウェイ〜愛する君のために（2011年10月27日 - 12月22日、TBS） ‐ 宮本奈緒子 役
- 三毛猫ホームズの推理 第3話（2012年4月28日、日本テレビ）- 永江智美 役
- ママとパパが生きる理由。 第1話（2014年11月20日、TBS）- 大村智恵 役
- 図書館戦争 ブック・オブ・メモリーズ（2015年10月5日、TBS）
- 義母と娘のブルース 第3話・第4話・第6話・第9話（2018年7月24日・31日・8月14日・9月11日、TBS）- 小杉朋子 役
- 二月の勝者-絶対合格の教室- 第7話・第9話・最終話（2021年11月27日・12月11日・18日、日本テレビ）- 今川紹子 役
- 悪女（わる）働くのがカッコ悪いなんて誰が言った? 最終話（2022年6月15日、日本テレビ）- ヨガ講師 役
- ファーストペンギン! 第1話（2022年10月5日、日本テレビ） - スナックのママ 役

### 映画
- 無問題2（2002年・香港）
- 凶女（非常凶姐/THE STEWARDES）（2002年・香港）
- ゴジラ FINAL WARS（2004年、東宝）
- BABY BABY BABY! -ベイビィ ベイビィ ベイビィ-（2009年、東映）
- 津軽百年食堂（2011年、日活・リベロ） - 大森桃子 役
- ライク・サムワン・イン・ラブ（2012年） - なぎさの友人 役
- 42-50 火光（2022年、スタンダードフィルム） - 恭子 役
- グッドバイ、バッドマガジンズ（2022年、ピークサイド） - 澤木はるか 役[2]

### CM
- NTTドコモ ポケットボード（2000年）
- コカ・コーラ　ダイエットコカ・コーラ（2001年）
- Nike スポーツウエア アジア広告（2002年）
- NTTタウンページ（2003年）
- ユニクロ（2004年）
- 日本盛「グリーンパック」（2004年）
- ユニクロ「ボディテック」（2006年）
- トステム くるりんポイ排水口（2007年）
- コーセー 潤肌粋（2008年) - 長澤まさみ共演
- 日本経済新聞 ゴルフと日経編（2008年) - 長谷部瞳共演
- モバゲーTOWN「怪盗ロワイヤル」（2010年）
- 東京ガス「ガスの仮面」（2013年）

### 舞台
- マッスルミュージカル「ACT ON MUSCLE」（2002年、赤坂ACTシアター、中村龍史演出・振付）
- ニナガワカンパニー公演「2003 待つ」
- シアターコクーンオンレパートリー2003「エレクトラ」（2003年、蜷川幸雄演出）
- KITCHEN〜キッチン〜（2005年、Bunkamura シアターコクーン、蜷川幸雄演出）
- FRANK AGE カンパニー公演「 a man's manもしくは…」（2009年3月、渡邊熱演出）
- 路地裏の優しい猫（2009年4月、新国立劇場、森岡利行演出）
- SAKASU ZAKASU第一回公演「どうぞよろしくお願いします」（2009年8月、福島三郎演出）
- Wブッキング（2011年、つるや幾三演出）
- SAKASU ZAKASU第二回公演「hondana」（2012年1月、福島三郎演出）
- 丸福ボンバーズ旗揚げ公演「A Piece of Cake!」（2012年7月）
- 自転キン演劇部 第一回公演「ボクのおばさん」（2012年12月、早船聡演出）
- SAKASU ZAKASU 第三回公演「きみのみたゆめ」（2013年8月、鈴木裕美演出）